# Polyakov-Wirkung
Die Polyakov-Wirkung (engl. Polyakov action) ist die zweidimensionale Wirkung einer konformen Feldtheorie, welche die Weltfläche eines bosonischen Strings beschreibt. Benannt ist sie nach Alexander Markowitsch Poljakow.
Sie wurde schon 1976 von Lars Brink, Paolo Di Vecchia und P. S. Howe und unabhängig von Stanley Deser und Bruno Zumino eingeführt. Polyakov benutzte sie 1981 zur Quantisierung der Stringtheorie. Sie ist äquivalent zur älteren Nambu-Goto-Wirkung.

## Formulierung

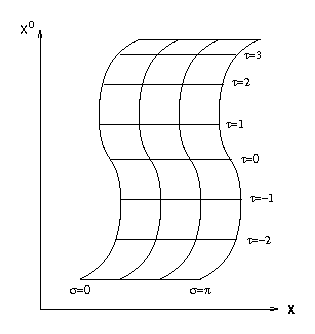
Parametrisierung der Weltfläche eines offenen Strings durch σ und τ,
X^{0} und X sind die Target-Raum Zeit- und Raumkoordinaten.

Die Polyakov-Wirkung hat die folgende Form
{\displaystyle S={T \over 2}\int \limits _{\Sigma }d\sigma d\tau {\sqrt {-|\gamma |}}\gamma ^{ab}g_{\mu \nu }\partial _{a}X^{\mu }(\sigma ,\tau )\partial _{b}X^{\nu }(\sigma ,\tau )}.
Die Symbole dieser Gleichung haben folgende Bedeutung:
- {\displaystyle \Sigma } ist die zweidimensionale Weltfläche des Strings.
- {\displaystyle T} ist die String-Spannung, die angibt wie groß die Tendenz des Strings ist zu schwingen, analog zu einem Gummiband, das ebenfalls eine gewisse innere Spannung besitzt. Dieser Parameter ist ein freier Parameter der Theorie und bestimmt z. B. die Masse der angeregten Zustände in einer quantisierten Theorie. Anstelle von {\displaystyle T} wird häufig auch der sogenannte Regge-Slope-Parameter {\displaystyle \alpha '=(2\pi T)^{-1}} benutzt, dies hat historische Gründe.
- {\displaystyle \gamma ^{ab}} ist eine unabhängige Metrik auf der Weltfläche (die Indizes nehmen die Werte 0 und 1 an), welche allerdings nur als Hilfsgröße eingeführt wird, da sie kein dynamisches Feld darstellt und durch Ausnutzen der Bewegungsgleichungen eliminiert werden kann (dies führt zur Nambu-Goto-Wirkung).
- {\displaystyle |\gamma |} ist die Determinante von {\displaystyle \gamma _{ab}}. Die Signatur der Metrik ist so gewählt, dass zeitartige Richtungen positives und raumartige Richtungen negatives Vorzeichen haben. Die raumartige Weltflächen-Koordinate wird mit {\displaystyle \sigma } bezeichnet, die zeitartige dagegen mit {\displaystyle \tau }.
- {\displaystyle g_{\mu \nu }} ist die Metrik des Target-Raums (die Raumzeit), wobei die Indizes von 0 bis D-1 laufen, wenn D die Dimension des Target-Raums ist.
- Die Target-Raum-Koordinaten sind durch {\displaystyle X^{\mu }} gegeben, sie stellen Abbildungen von der zweidimensionalen Weltfläche in das Tangentialbündel des Target-Raumes dar, also {\displaystyle X:\Sigma \to T(M)}.

## Symmetrien
Die Wirkung ist invariant unter den folgenden Symmetrietransformationen:
- Weltflächen-Diffeomorphismen
- Weyl-Transformationen und Poincaré-Transformationen des Target-Raums.

Die Weyl-Symmetrie ist dabei charakteristisch für eine zweidimensionale Theorie – betrachtet man die Wirkung höherdimensionaler Objekte, so stellt man fest, dass eine Wirkung proportional zu ihrem Weltvolumen zusätzliche Terme enthält, welche die Weyl-Symmetrie brechen.

## Äquivalenz zur Nambu-Goto-Wirkung
Um die Äquivalenz der Polyakov-Wirkung zur Nambu-Goto-Wirkung zu zeigen, genügt es die Bewegungsgleichungen für die induzierte Metrik auf der Weltfläche {\displaystyle h_{ab}=\partial _{a}X^{\mu }\partial _{b}X_{\mu }} auszunutzen:
{\displaystyle {\delta S \over \delta \gamma ^{ab}}=0\quad \to \quad h_{ab}={1 \over 2}\gamma _{ab}\gamma ^{cd}h_{cd}}.
Dies kann man benutzen, um {\displaystyle \gamma } aus der Wirkung zu eliminieren und man erhält exakt die Nambu-Goto-Wirkung
{\displaystyle S_{NG}=T\int \limits _{\Sigma }d\sigma d\tau {\sqrt {-|h|}}}.